# Doves
Doves (с англ. — «Голуби») ― британская альт-рок группа, образованная в Манчестере. Она состоит из братьев-близнецов Джеза Уильямса (гитара, вокал) и Энди Уильямса (ударные, вокал), а также Джими Гудвина (бас, вокал, гитара). Кроме того, в группе работает Мартин Ребельски, гастролирующий и сессионный музыкант на клавишных. В период с 2000 по 2009 год группа выпустила четыре студийных альбома, два из которых заняли 1-е место в UK album charts. В апреле 2010 года был выпущен сборник The Places Between: The Best of Doves.
В 2010 году группа объявила о своём перерыве. За это время Гудвин выпустил свой первый сольный альбом Odludek (2014), в то время как братья Уильямс создали группу под названием Black Rivers. В декабре 2018 года Doves объявили, что перерыв окончен. Группа выпустила две новые песни: «Carousels» и «Prisoners», в июне и июле 2020 года соответственно. Их пятый студийный альбом The Universal Want был выпущен в сентябре 2020 года.

## История

### Sub Sub (1991–1998)
Братья Уильямс и Джими Гудвин познакомились в средней школе в возрасте 15 лет. Все три участника играли в различных местных группах в течение этого периода и их пути иногда пересекались. После повторной встречи в Хасьенде в 1989 году они сформировали группу Sub Sub, выпустив свой первый сингл «Space Face» в 1991 году. В 1993 году они выпустили песню «Ain't No Love (Ain't No Use)», которая заняла 3-е место в UK Singles Chart. В день рождения близнецов Уильямс в феврале 1996 года студия Ancoats сгорела. Этот случай привёл к тому, что участники группы отказались от своего прежнего танцевального стиля и начали заново как альтернативная рок-группа Doves в 1998 году. 

### Lost SoulsиThe Last Broadcast1998–2003
Группа выпустила три мини-альбома в 1998 и 1999 годах на лейбле Casino Records, которые получили тёплый приём критиков. Их дебютный альбом Lost Souls в апреле 2000 года был номинирован на музыкальную премию Mercury Music Prize.
Второй альбом Doves The Last Broadcast был выпущен два года спустя, достигнув 1-го места в UK Albums Chart и снова был номинирован на музыкальную премию Mercury Music Prize. Первый сингл альбома «There Goes the Fear» стал самым успешным синглом группы на сегодняшний день, достигнув 3-го места в UK Singles Chart. Второй сингл альбома «Pounding» занял 21-е место в UK Singles Chart и прозвучал на зимних Олимпийских играх 2010 года в Ванкувере.
В 2003 году группа выпустила сборник Lost Sides и DVD под названием Where We're Calling From. DVD включал все их музыкальные клипы на сегодняшний день. Также на DVD было записано живое концертное видео выступления группы в проекте Eden в Корнуолле, записанное летом 2002 года, а также документальные видеоролики.

### Some CitiesиKingdom of Rust(2003–2009)
Doves записали свой третий студийный альбом Some Cities, в сельской местности Сноудонии, Дарлингтона и вокруг озера Лох-Несс. Some Cities был выпущен в феврале 2005 года и сразу занял 1-е место в UK Albums Chart. Альбому предшествовал сингл «Black and White Town», который занял 6-е место в UK Singles Chart. 18 июня 2005 года группа выступила на разогреве у U2 на стадионе Твикенхэм в Лондоне. Они также поддерживали Oasis на стадионе Этихад во время их триумфального возвращения в Манчестер и Coldplay на стадионе Юниверсити оф Болтон во время их туров 2005 года.
Четвёртый альбом группы, Kingdom of Rust, был выпущен в апреле 2009 года. Перед новым релизом Doves предложили бесплатно скачать ведущий трек альбома «Jetstream» на своём веб-сайте. 27 января 2009 года группа объявила о недельном туре с 12 по 19 марта, в ходе которого дебютировали новые треки альбома. Одиннадцать песен в альбоме были описаны Джез Уильямс «как шизофренические, но... при этом связные». Впоследствии группа заявила, что запись альбома была самой трудной в их карьере. После выхода альбома последовали гастроли по всему миру, включая многочисленные туры по Великобритании, США и Канаде. 12 июля 2009 года группа появилась на фестивале Latitude в Саутуолде. Они также появились с Лондонским болгарским хором в рамках серии выпускных вечеров BBC Electric в октябре 2009 года.
Первый сборник лучших песен группы под названием The Places Between: The Best of Doves был выпущен 5 апреля 2010 года.
Интервью с группой, посвящённое их истории и выступлению Джодрелла Бэнка, было опубликовано на сайте Guardian 4 апреля 2010 года. Группа гастролировала по Великобритании в течение мая 2010 года.

### Hiatusи другие проекты (2010–2018)
Группа сделала перерыв в записи в 2010 году, согласно интервью Daily Record. Джими Гудвин заявил:
Хочется просто немного отдохнуть... Мы просто хотели сойти с этой беговой дорожки под названием «альбом-тур-альбом-тур». Никто из нас не готов ходить в студию ещё два года. Весь свой материал мы уже исчерпали. Вот и всё. Что бы мы ни делали с этого момента, это будет новое начало.
2 октября 2012 года EMI International выпустил антологию Doves под названием 5 Album Set.
В марте 2014 года Джими Гудвин выпустил свой первый сольный альбом под названием Odludek. В июле 2014 года Джез и Энди Уильямс объявили о создании новой группы Black Rivers.

### Реформация иThe Universal Want(2019–настоящее время)
В конце 2018 года участники группы объявили о серии концертов на 2019 год и предварительном плане совместного изучения новой музыки. По мере того, как серия приближалась к завершению, группа опубликовала в Facebook, что шоу 31 августа 2019 года и 6 сентября 2019 года станут последними двумя концертами, пока они не завершат свой новый альбом.
18 июня 2020 года группа выпустила свою первую новую музыку за десять лет с песней под названием «Carousels». Синглы «Carousels» и «Prisoners», выпущенные 9 июля, относятся к их новому альбому The Universal Want, который был выпущен 11 сентября 2020 года и занял 1-е место в чарте в первую неделю.

## Участники группы
- Джими Гудвин (англ. Jimi Goodwin) — вокал, бас
- Джез Вильямс (англ. Jez Williams) — гитара
- Энди Вильямс (англ. Andy Williams) — ударные

## Дискография
- Lost Souls (2000)
- The Last Broadcast (2002)
- Some Cities (2005)
- Kingdom Of Rust (2009)
- The Places Between : The Best Of Doves (2010)
- The Universal Want (2020)
- Constellations for the Lonely (2025)